# Isidora Jiménez
Isidora Andrea Jiménez Ibacache (Concepción, 10 de agosto de 1993) es una atleta chilena. Posee múltiples plusmarcas nacionales en las categorías menor, juvenil, sub-23 y adulta de atletismo, por lo que según los especialistas es la «mujer chilena más rápida en la historia».

## Trayectoria deportiva
Después de varios años practicando voleibol, hockey sobre césped y gimnasia artística durante su niñez, Isidora desde los 15 años comenzó a practicar atletismo en el Centro de Entrenamiento Regional de Concepción, tras ser descubierta en competencias escolares regionales, donde sorprendía por su velocidad a tan corta edad.
A los 17 años, consiguió el récord nacional en categoría menores en los 200 metros planos en el Campeonato Sudamericano de Menores en Santiago, donde se quedó con el oro, tanto en los 200 como en los 100 m planos.
En el 2012, y con tan sólo 18 años, participó en el Campeonato Mundial Junior de Atletismo de 2012 realizado en Barcelona, España, consiguiendo la mejor actuación de la velocidad femenina chilena a nivel de torneos planetarios, y a nivel nacional, solo por debajo del bronce conseguido por Sebastián Keitel en el Mundial Indoor Barcelona 2005. Jiménez hizo historia tras avanzar a las semifinales de los 200 metros del Mundial Junior y consiguiendo récord nacional absoluto con 23,42 s . Finalmente quedó fuera de la final, pero posicionándose como la 9° mejor del planeta.
Dos meses después, Isidora logró la plata en los 200 metros planos, y posteriormente se quedó con la presea dorada en la posta 4 x 100 en el Campeonato Sudamericano Sub-23 de Atletismo que se realizó en São Paulo, Brasil.
En agosto de 2013, se convirtió en la primera atleta chilena de velocidad en competir en un Mundial de Atletismo, tras su participación en los 200 metros planos en la competencia planetaria Moscú 2013. Jiménez corrió en la tercera serie de 200 metros, finalizando en el quinto lugar con un tiempo de 24.06 segundos, lejos de su marca presentación de 23.19, por lo que no pudo acceder a semifinales.
En los Juegos Bolivarianos de 2013 obtuvo el bronce en el relevo 4x400 metros. Obtuvo medalla de plata en el Relevo 4 x 100 metros y de bronce en el Relevo 4x400 metros en los Juegos Suramericanos de 2014.
En mayo de 2015, se presentó en el importante torneo de Atletismo Grand Prix Ximena Restrepo en Medellín, Colombia, donde se quedó con el bronce en los 100 metros y la medalla de plata en los 200 metros planos.
Posteriormente participó en el Campeonato Sudamericano de Atletismo realizado en Lima, Perú, siendo triple medallista, obteniendo la medalla de plata tanto en los 100 como en los 200 metros planos, además de la medalla de bronce en el Relevo 4 × 100 m junto a su equipo.
En el 2015, participó en sus primeros Juegos Panamericanos, Toronto 2015, donde fue escogida en votación popular para ser la abanderada de Chile en la ceremonia inaugural. A pesar de que no obtuvo preseas, su desempeño fue brillante, al batir su propio récord nacional en 100 m con un tiempo de 11,33 s, clasificando a la semifinal en dicha disciplina y a tan sólo una centésima de la clasificación a los próximos Juegos Olímpicos. Mientras que en los 200 metros, también consiguió una nueva marca nacional al cronometrar 22,95 s, avanzando a la final, donde terminó 8ª, pero sacando pasajes para los Juegos Olímpicos de 2016 de Río de Janeiro y para el Campeonato Mundial de Atletismo de 2015 en esta categoría.
En la cita olímpica, marcó un tiempo de 23,29 segundos, finalizando quinta en su serie, no pudiendo clasificar para las semifinales, quedando en el lugar 41 de la tabla general en Río 2016.
En julio de 2017, se anunció que, a pesar de no haber podido alcanzar la marca mínima, Isidora Jiménez fue invitada a participar en la prueba de 200 m en el Campeonato Mundial de Atletismo de 2017 a realizarse en Londres, debido a restricciones de participantes y lesiones de otras competidoras.
En 2021, obtuvo el quinto lugar en los 100 metros en el Campeonato Sudamericano de Guayaquil con 11,77 segundos. En octubre participó en los Juegos Sudamericanos de Asunción y ganó la medalla de plata detrás de Colombia en 45,04 segundos junto a Macarena Borie, María Ignacia Montt y Javiera Cañas.
En los Juegos Panamericanos de 2023 realizados en Santiago, junto a Martina Weil, Anaís Hernández y María Ignacia Montt, consiguieron la medalla de plata en los relevos 4x100 con un tiempo de 44,19 segundos, batiendo el récord nacional.  En los Relevos Mundiales de Guangzhou 2025, el equipo conformado por Montt, Hernández, Jiménez y Antonia Ramírez consiguió volver a romper el récord nacional con un tiempo de 43,64 segundos y clasificar por primera vez a un equipo femenino de 4x100 a un Campeonato Mundial de Atletismo.

## Vida personal
De forma paralela, Jiménez estudió periodismo en la Universidad Andrés Bello en Santiago de Chile.
Desde 2019 está casada con el empresario hotelero Felipe Piriz García de la Huerta y reside en Barcelona.

## Plusmarcas nacionales
Actualizado al 2 noviembre de 2023.
| Categoría | Prueba     | Marca            | Fecha                    | Lugar               | Competición                                          |
| Adultos   | Adultos    | Adultos          | Adultos                  | Adultos             | Adultos                                              |
| --------- | ---------- | ---------------- | ------------------------ | ------------------- | ---------------------------------------------------- |
| Velocidad | 60 m (ID)  | 7,29             | 3 de febrero de 2018     | São Paulo, Brasil   | Torneo FPA Indoor de Brasil 2018                     |
| Velocidad | 100 m      | 11,19 (-1,2 m/s) | 6 de junio de 2018       | Cochabamba, Bolivia | Juegos Suramericanos de 2018                         |
| Velocidad | 200 m      | 22,95 (+1,2 m/s) | 23 de julio de 2015      | Toronto, Canadá     | Juegos Panamericanos de 2015                         |
| Velocidad | 200 m (ID) | 23,92            | 27 de enero de 2019      | Sabadell, España    | Campeonato Catalán Indoor Sabadell 2019              |
| Relevos   | 4 × 100 m  | 44,19            | 2 de noviembre de 2023   | Santiago, Chile     | Juegos Panamericanos de 2023                         |
| Relevos   | 4 × 400 m  | 3'31"24          | 10 de agosto de 2019     | Lima, Perú          | Juegos Panamericanos de 2019                         |
| Sub-23    |            |                  |                          |                     |                                                      |
| Velocidad | 100 m      | 11,33 (+1,6 m/s) | 21 de julio de 2015      | Toronto, Canadá     | Juegos Panamericanos de 2015                         |
| Velocidad | 200 m      | 22,95 (+1,2 m/s) | 23 de julio de 2015      | Toronto, Canadá     | Juegos Panamericanos de 2015                         |
| Velocidad | 400 m      | 54,80            | 20 de octubre de 2012    | Santiago, Chile     | Torneo Guillermo García Huidobro                     |
| Relevos   | 4 × 100 m  | 45,61            | 22 de septiembre de 2012 | São Paulo, Brasil   | Campeonato Sudamericano Sub-23 de Atletismo 2012     |
| Relevos   | 4 × 400 m  | 3:42,25          | 22 de septiembre de 2012 | São Paulo, Brasil   | Campeonato Sudamericano Sub-23 de Atletismo 2012     |
| Juvenil   |            |                  |                          |                     |                                                      |
| Velocidad | 100 m      | 11,75 (+1,0 m/s) | 27 de junio de 2012      | São Paulo, Brasil   | Trofeo de Atletismo de São Paulo 2012                |
| Velocidad | 200 m      | 23,42 (-1,5 m/s) | 12 de julio de 2012      | Barcelona, España   | Campeonato Mundial Junior de Atletismo de 2012       |
| Velocidad | 400 m      | 54,80            | 20 de octubre de 2012    | Santiago, Chile     | Torneo Guillermo García Huidobro                     |
| Menores   |            |                  |                          |                     |                                                      |
| Velocidad | 200 m      | 24,30 (+0,5 m/s) | 10 de octubre de 2010    | Santiago, Chile     | Campeonato Sudamericano de Atletismo de Menores 2010 |
| Relevos   | Combinado  | 2:13,58          | 10 de octubre de 2010    | Santiago, Chile     | Campeonato Sudamericano de Atletismo de Menores 2010 |

## Palmarés
| Año  | Campeonato                                             | Lugar                   | Resultado | Distancia         | Marca              | Ref.   |
| ---- | ------------------------------------------------------ | ----------------------- | --------- | ----------------- | ------------------ | ------ |
| 2010 | Grand Prix Sudamericano Ciudad de Santiago 2010        | Santiago, Chile         | 3º        | 200 m             | 25,54 s (+0,7 m/s) |        |
| 2010 | Campeonato Sudamericano de Atletismo de Menores 2010   | Santiago, Chile         | 1º        | 100 m             | 11,92 s            | [ 20 ] |
| 2010 | Campeonato Sudamericano de Atletismo de Menores 2010   | Santiago, Chile         | 1º        | 200 m             | 24,30 s (+0,5 m/s) | [ 21 ] |
| 2011 | Campeonato Sudamericano de Atletismo de 2011           | Buenos Aires, Argentina | 3º        | 4 × 100 m relevos | 46,42 s            | [ 22 ] |
| 2011 | Campeonato Sudamericano de Atletismo de 2011           | Buenos Aires, Argentina | 3º        | 4 × 400 m relevos | 3:49,51 s          | [ 22 ] |
| 2012 | Torneo Todo Competidor de Ñuñoa                        | Santiago, Chile         | 1º        | 200 m             | 24,48 s (+1,4 m/s) | [ 23 ] |
| 2012 | Grand Prix Sudamericano Ciudad de Santiago 2012        | Santiago, Chile         | 3º        | 200 m             | 23,76 s (+0,9 m/s) | [ 24 ] |
| 2012 | Campeonato Sudamericano Sub-23 de Atletismo 2012       | São Paulo, Brasil       | 2º        | 200 m             | 23,63 s (+1,2 m/s) | [ 3 ]  |
| 2012 | Campeonato Sudamericano Sub-23 de Atletismo 2012       | São Paulo, Brasil       | 1º        | 4 × 100 m relevos | 45,61 s            | [ 3 ]  |
| 2012 | Campeonato Sudamericano Sub-23 de Atletismo 2012       | São Paulo, Brasil       | 2º        | 4 × 400 m relevos | 3:42,25 s          | [ 3 ]  |
| 2012 | Torneo Guillermo García-Huidobro                       | Santiago, Chile         | 1º        | 400 m             | 54,80 s            | [ 25 ] |
| 2013 | Grand Prix Sudamericano Ciudad de Santiago 2013        | Santiago, Chile         | 2º        | 100 m             | 11,65 s (+0,8 m/s) | [ 26 ] |
| 2013 | Grand Prix Sudamericano Ciudad de Santiago 2013        | Santiago, Chile         | 2º        | 200 m             | 23,68 s (-0,1 m/s) | [ 26 ] |
| 2013 | Grand Prix Internacional Ximena Restrepo 2013          | Medellín, Colombia      | 3º        | 100 m             | 11,43 s (+2,8 m/s) | [ 27 ] |
| 2013 | Grand Prix Internacional Ximena Restrepo 2013          | Medellín, Colombia      | 2º        | 200 m             | 23,39 s (+0,5 m/s) | [ 27 ] |
| 2013 | Trofeo de Atletismo de Brasil 2013                     | São Paulo, Brasil       | 2º        | 4 × 400 m relevos | 3:39,27 s          | [ 28 ] |
| 2013 | Grand Prix Internacional de Cali 2013                  | Cali, Colombia          | 2º        | 100 m             | 11,57 s (+1,3 m/s) | [ 29 ] |
| 2013 | Juegos Bolivarianos de 2013                            | Trujillo, Perú          | 3º        | 4 × 400 m relevos | 3:41,74 s          | [ 5 ]  |
| 2014 | Torneo YKA                                             | Santiago, Chile         | 1º        | 100 m             | 11,63 s (+0,2 m/s) | [ 30 ] |
| 2014 | Juegos Suramericanos de 2014                           | Santiago, Chile         | 2º        | 4 × 100 m relevos | 45,90 s            | [ 31 ] |
| 2014 | Juegos Suramericanos de 2014                           | Santiago, Chile         | 3º        | 4 × 400 m relevos | 3:37,42 s          | [ 32 ] |
| 2014 | Campeonato Sudamericano Sub-23 de Atletismo 2014       | Montevideo, Uruguay     | 2º        | 200 m             | 23,72 s (+0,4 m/s) | [ 33 ] |
| 2014 | Campeonato Sudamericano Sub-23 de Atletismo 2014       | Montevideo, Uruguay     | 3º        | 4 × 100 m relevos | 46,80 s            | [ 33 ] |
| 2015 | Torneo San Carlos de Apoquindo                         | Santiago, Chile         | 1º        | 100 m             | 11,51 s (+1,1 m/s) | [ 34 ] |
| 2015 | Campeonato Nacional de Atletismo de Velocidad 2015     | Santiago, Chile         | 1º        | 100 m             | 11,52 s (+0,9 m/s) | [ 35 ] |
| 2015 | Campeonato Nacional de Atletismo de Velocidad 2015     | Santiago, Chile         | 1º        | 200 m             | 23,67 s (+0,5 m/s) | [ 36 ] |
| 2015 | Grand Prix Sudamericano Ciudad de Santiago 2015        | Santiago, Chile         | 1º        | 100 m             | 11,56 s (+0,5 m/s) | [ 37 ] |
| 2015 | Grand Prix Sudamericano Orlando Guaita 2015            | Santiago, Chile         | 1º        | 100 m             | 11,45 s (+1,7 m/s) | [ 38 ] |
| 2015 | Grand Prix Sudamericano Orlando Guaita 2015            | Santiago, Chile         | 1º        | 200 m             | 23,27 s (+1,4 m/s) | [ 38 ] |
| 2015 | Grand Prix Internacional Ximena Restrepo 2015          | Medellín, Colombia      | 3º        | 100 m             | 11,47 s (+2,8 m/s) | [ 6 ]  |
| 2015 | Grand Prix Internacional Ximena Restrepo 2015          | Medellín, Colombia      | 2º        | 200 m             | 23,40 s (-2,5 m/s) | [ 6 ]  |
| 2015 | Campeonato Sudamericano de Atletismo de 2015           | Lima, Perú              | 2º        | 100 m             | 11,51 s (-1,0 m/s) | [ 7 ]  |
| 2015 | Campeonato Sudamericano de Atletismo de 2015           | Lima, Perú              | 2º        | 200 m             | 23,38 s (-0,9 m/s) | [ 7 ]  |
| 2015 | Campeonato Sudamericano de Atletismo de 2015           | Lima, Perú              | 3º        | 4 × 100 m relevos | 44,83 s            | [ 7 ]  |
| 2016 | Grand Prix Internacional Richard Boroto 2016           | Cuenca, Ecuador         | 1º        | 200 m             | 23,07 s            | [ 39 ] |
| 2016 | Grand Prix Internacional Richard Boroto 2016           | Cuenca, Ecuador         | 2º        | 100 m             | 11,45 s            | [ 39 ] |
| 2016 | Grand Prix Sudamericano Ciudad de Concepción 2016      | Concepción, Chile       | 1º        | 200 m             | 23,66 s (-0,6 m/s) | [ 40 ] |
| 2016 | Grand Prix Sudamericano Carlos Strutz 2016             | Santiago, Chile         | 1º        | 100 m             | 11,43 s (+0,7 m/s) | [ 41 ] |
| 2016 | Grand Prix Sudamericano Orlando Guaita 2016            | Santiago, Chile         | 2º        | 100 m             | 11,56 s (+0,8 m/s) | [ 42 ] |
| 2016 | Grand Prix Sudamericano Orlando Guaita 2016            | Santiago, Chile         | 2º        | 200 m             | 23,44 s (+0,3 m/s) | [ 42 ] |
| 2016 | Campeonato Nacional de Atletismo de Colombia 2016      | Medellín, Colombia      | 1º        | 100 m             | 11,34 s (-0,2 m/s) | [ 43 ] |
| 2016 | Campeonato Nacional de Atletismo de Colombia 2016      | Medellín, Colombia      | 1º        | 200 m             | 23,11 s (-1,0 m/s) | [ 43 ] |
| 2016 | Campeonato Iberoamericano de Atletismo de 2016         | Río de Janeiro, Brasil  | 3º        | 100 m             | 11,37 s (+0,3 m/s) | [ 44 ] |
| 2017 | Torneo Nacional de Velocidad, Saltos y Combinadas 2017 | Santiago, Chile         | 1º        | 100 m             | 11,60 s (+2,0 m/s) | [ 45 ] |
| 2017 | Grand Prix Sudamericano Orlando Guaita 2017            | Santiago, Chile         | 1º        | 100 m             | 11,67 s (+1,0 m/s) | [ 46 ] |
| 2017 | Grand Prix Sudamericano Orlando Guaita 2017            | Santiago, Chile         | 1º        | 200 m             | 23,95 s (+1,2 m/s) | [ 47 ] |
| 2017 | Campeonato Nacional Adulto y Juvenil 2017              | Santiago, Chile         | 1º        | 100 m             | 11,71 s (+0,1 m/s) | [ 48 ] |
| 2017 | Campeonato Nacional Adulto y Juvenil 2017              | Santiago, Chile         | 1º        | 200 m             | 23,64 s (+0,1 m/s) | [ 49 ] |
| 2017 | XIII Gran Premio Ayto de Palencia                      | Palencia, España        | 1º        | 100 m             | 11,68 s (+0,3 m/s) | [ 50 ] |
| 2017 | XIII Gran Premio Ayto de Palencia                      | Palencia, España        | 1º        | 200 m             | 23,66 s (-0,1 m/s) | [ 50 ] |
| 2018 | Torneo FPA Indoor de Brasil 2018                       | Sao Paulo, Brasil       | 1º        | 60 m              | 7,38 s             | [ 51 ] |
| 2018 | Grand Prix Sudamericano Orlando Guaita 2018            | Santiago, Chile         | 2º        | 100 m             | 11,43 s (+1,4 m/s) | [ 52 ] |
| 2018 | Grand Prix Internacional Ximena Restrepo 2018          | Medellín, Colombia      | 1º        | 100 m             | 11,36 s (+0,6 m/s) | [ 53 ] |
| 2018 | Grand Prix Internacional Ximena Restrepo 2018          | Medellín, Colombia      | 2º        | 200 m             | 23,37 s (+0,1 m/s) | [ 53 ] |
| 2018 | Juegos Suramericanos de 2018                           | Cochabamba, Bolivia     | 2º        | 4x400 m           | 3:33,42 s          | [ 54 ] |
| 2018 | I Juegos Panamericanos Universitarios 2018             | Sao Paulo, Brasil       | 1º        | 100 m             | 11,27 s            | [ 55 ] |
| 2018 | I Juegos Panamericanos Universitarios 2018             | Sao Paulo, Brasil       | 1º        | 200 m             | 23,21 s            | [ 55 ] |
| 2019 | Copa de la Reina                                       | San Sebastián, España   | 1º        | 60 m              | 7,43 s             | [ 56 ] |
| 2019 | Grand Prix Sudamericano Julia Uriarte 2019             | Cochabamba, Bolivia     | 1º        | 100 m             | 11,40 s            | [ 57 ] |
| 2019 | Grand Prix Sudamericano Julia Uriarte 2019             | Cochabamba, Bolivia     | 1º        | 200 m             | 23,35 s            | [ 57 ] |
| 2019 | XXII Trofeo Internacional de Atletismo Salamanca 2019  | Salamanca, España       | 3º        | 200 m             | 23,83 s            | [ 58 ] |
| 2019 | Torneo Diputación de Castellón José A. Cansino         | Castellón, España       | 2º        | 100 m             | 11,61 s (+2,5 m/s) | [ 59 ] |
| 2023 | Juegos Panamericanos de 2023                           | Santiago, Chile         | 2º        | 4x100 m           | 44,19 s            | [ 18 ] |

## Participación en eventos olímpicos y mundiales

### Juegos Olímpicos
| Edición | Año  | Lugar                  | Prueba | Resultado | Marca              | Ref.   |
| ------- | ---- | ---------------------- | ------ | --------- | ------------------ | ------ |
| XXXI    | 2016 | Río de Janeiro, Brasil | 200 m  | 41.º      | 23,29 s (+0,6 m/s) | [ 60 ] |

### Mundial de Atletismo
| Edición | Año  | Lugar                | Prueba | Resultado | Marca              | Ref.   |
| ------- | ---- | -------------------- | ------ | --------- | ------------------ | ------ |
| XXIV    | 2013 | Moscú, Rusia         | 200 m  | 5°(H)     | 24,06 s (0,0 m/s)  | [ 61 ] |
| XXV     | 2015 | Pekín, China         | 100 m  | 6°(H)     | 11,47 s (-1,2 m/s) | [ 62 ] |
| XXV     | 2015 | Pekín, China         | 200 m  | 5°(H)     | 23,22 s (0,0 m/s)  | [ 63 ] |
| XXVI    | 2017 | Londres, Reino Unido | 200 m  | 6°(H)     | 23,89 s (0,1 m/s)  | [ 64 ] |

### Mundial de Atletismo en Pista Cubierta
| Edición | Año  | Lugar                   | Prueba | Resultado | Marca  | Ref.   |
| ------- | ---- | ----------------------- | ------ | --------- | ------ | ------ |
| XVII    | 2018 | Birmingham, Reino Unido | 60 m   | 6°(H)     | 7,38 s | [ 65 ] |

### Relevos Mundiales
| Edición | Año  | Lugar           | Prueba  | Resultado | Marca     | Ref.   |
| ------- | ---- | --------------- | ------- | --------- | --------- | ------ |
| IV      | 2019 | Yokohama, Japón | 4x400 m | 14°       | 3:33,54 s | [ 66 ] |

### Mundial Junior de Atletismo (Sub-20)
| Edición | Año  | Lugar             | Prueba | Resultado | Marca              | Ref.   |
| ------- | ---- | ----------------- | ------ | --------- | ------------------ | ------ |
| XIV     | 2012 | Barcelona, España | 200 m  | 9º        | 23,59 s (-2,4 m/s) | [ 67 ] |

### Juegos Panamericanos
| Edición | Año  | Lugar           | Prueba    | Resultado | Marca              | Ref.   |
| ------- | ---- | --------------- | --------- | --------- | ------------------ | ------ |
| XVII    | 2015 | Toronto, Canadá | 100 m     | 8º(SF)    | 11,37 s (+2,2 m/s) | [ 68 ] |
| XVII    | 2015 | Toronto, Canadá | 200 m     | 5°(SF)    | 22,96 s (+1,6 m/s) | [ 69 ] |
| XVII    | 2015 | Toronto, Canadá | 4 x 100 m | 6º(SF)    | 45,38 s            | [ 70 ] |
| XVIII   | 2019 | Lima, Perú      | 200 m     | 4º(SF)    | 23,92 s (0,0 m/s)  | [ 71 ] |
| XIX     | 2023 | Santiago, Chile | 200 m     | 4º(SF)    | 24,00 s            | [ 72 ] |
| XIX     | 2023 | Santiago, Chile | 4 x 100 m | 2º        | 44,19 s            | [ 18 ] |

### Juegos Suramericanos
| Edición | Año  | Lugar               | Prueba    | Resultado | Marca              | Ref.   |
| ------- | ---- | ------------------- | --------- | --------- | ------------------ | ------ |
| IX      | 2010 | Medellín, Colombia  | 200 m     | 8º        | 25,24 s            | [ 73 ] |
| IX      | 2010 | Medellín, Colombia  | 4 x 100 m | 4º        | 47,29 s            | [ 74 ] |
| X       | 2014 | Santiago, Chile     | 100 m     | 5º        | 11,76 s (-0,1 m/s) | [ 75 ] |
| X       | 2014 | Santiago, Chile     | 200 m     | 5º        | 24,04 s (-0,4 m/s) | [ 76 ] |
| X       | 2014 | Santiago, Chile     | 4 x 100 m | 2º        | 45,90 s            | [ 77 ] |
| X       | 2014 | Santiago, Chile     | 4x400 m   | 3º        | 3:37,42 s          | [ 32 ] |
| XI      | 2018 | Cochabamba, Bolivia | 100 m     | 5º        | 11,33 s (-0,7 m/s) | [ 78 ] |
| XI      | 2018 | Cochabamba, Bolivia | 200 m     | 4º        | 23,13 s (+1,0 m/s) | [ 79 ] |
| XI      | 2018 | Cochabamba, Bolivia | 4x400 m   | 2º        | 3:37,42 s          | [ 54 ] |

### Campeonato Iberoamericano de Atletismo
| Edición | Año  | Lugar                  | Prueba    | Resultado | Marca              | Ref.   |
| ------- | ---- | ---------------------- | --------- | --------- | ------------------ | ------ |
| XVII    | 2016 | Río de Janeiro, Brasil | 100 m     | 3º        | 11,37 s (+0,3 m/s) | [ 80 ] |
| XVII    | 2016 | Río de Janeiro, Brasil | 200 m     | 4º        | 23,34 s (+0,2 m/s) | [ 81 ] |
| XVII    | 2016 | Río de Janeiro, Brasil | 4 x 100 m | 6º        | 45,09 s            | [ 82 ] |

### Campeonato Sudamericano de Atletismo
| Edición | Año  | Lugar                         | Prueba    | Resultado | Marca              | Ref.   |
| ------- | ---- | ----------------------------- | --------- | --------- | ------------------ | ------ |
| XLVII   | 2011 | Buenos Aires, Argentina       | 200 m     | 7º        | 24,56 s (+0,4 m/s) | [ 83 ] |
| XLVII   | 2011 | Buenos Aires, Argentina       | 4 x 100 m | 3º        | 46,42 s            | [ 83 ] |
| XLVII   | 2011 | Buenos Aires, Argentina       | 4x400 m   | 3º        | 3:49,51 s          | [ 83 ] |
| XLVIII  | 2013 | Cartagena de Indias, Colombia | 200 m     | 4º        | 23,34 s (+3,4 m/s) | [ 84 ] |
| XLVIII  | 2013 | Cartagena de Indias, Colombia | 4 x 100 m | 4º        | 45,53 s            | [ 84 ] |
| XLIX    | 2015 | Lima, Perú                    | 100 m     | 2º        | 11,51 s (-1,0 m/s) | [ 85 ] |
| XLIX    | 2015 | Lima, Perú                    | 200 m     | 2º        | 23,38 s (-0,9 m/s) | [ 85 ] |
| XLIX    | 2015 | Lima, Perú                    | 4 x 100 m | 3º        | 44,83 s            | [ 85 ] |
| L       | 2017 | Luque, Paraguay               | 200 m     | 5º        | 23,37 s (+2,8 m/s) | [ 86 ] |

## Distinciones individuales y reconocimientos
| Distinción                                                                      | Año  |
| ------------------------------------------------------------------------------- | ---- |
| Premio a la Promesa Deportiva por el Círculo de Periodistas Deportivos de Chile | 2012 |
| Abanderada chilena en los Juegos Panamericanos de 2015                          | 2015 |